# Daguerreotip

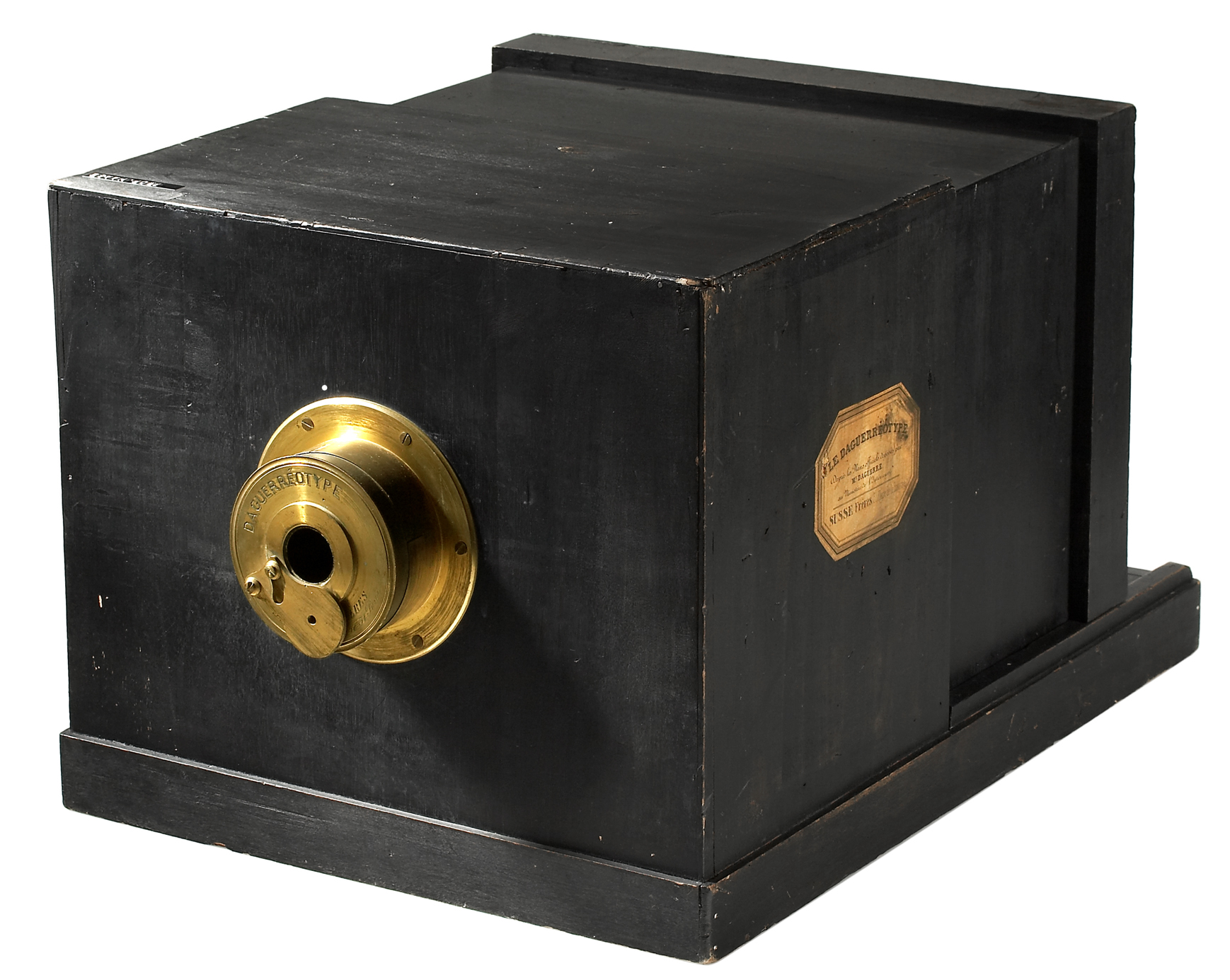
Càmera de daguerrotip creada per la Maison Susse Frére, 1839

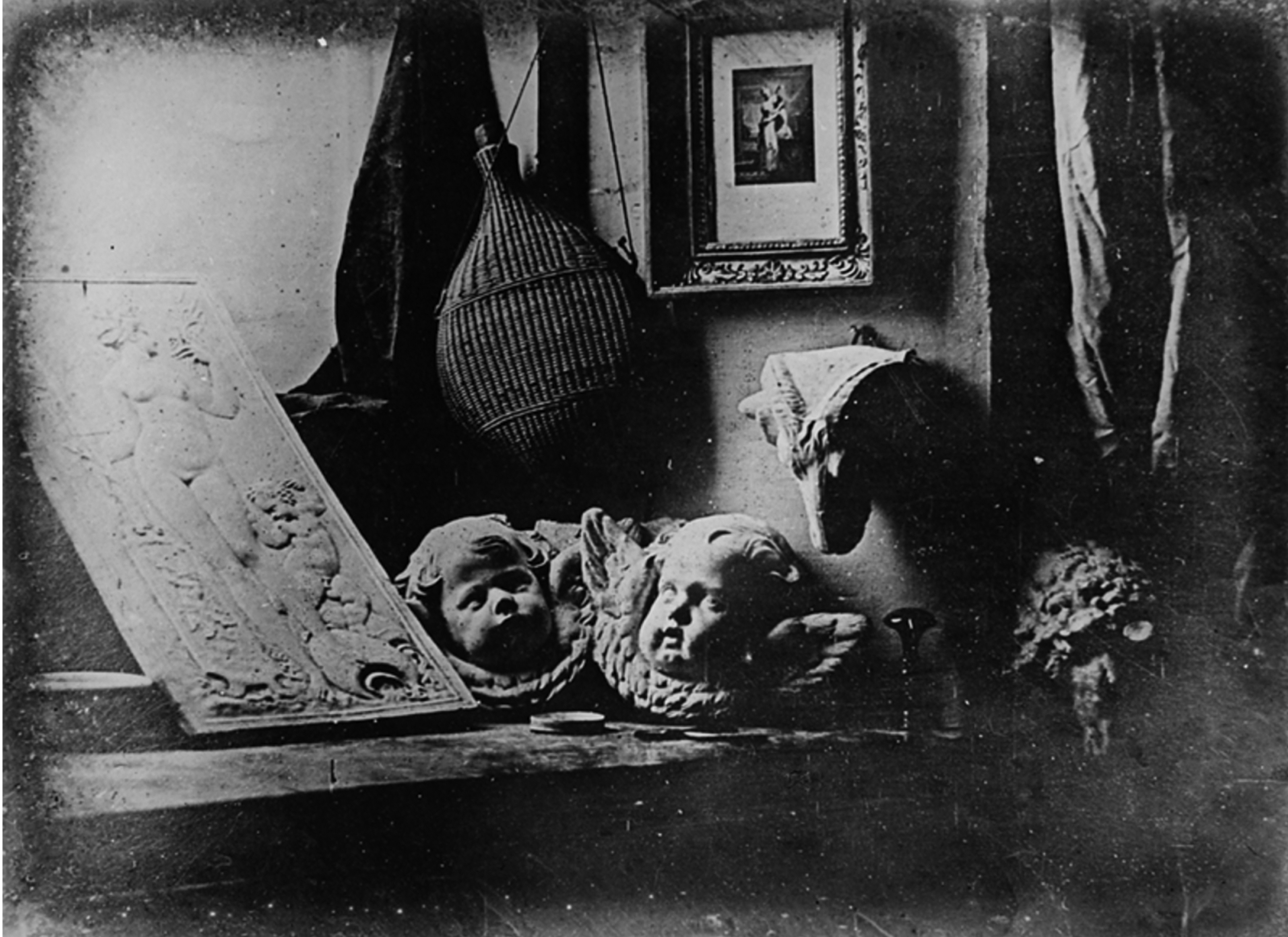
L'Atelier de l'artiste (el taller de l'artista), Louis Daguerre, 1837.

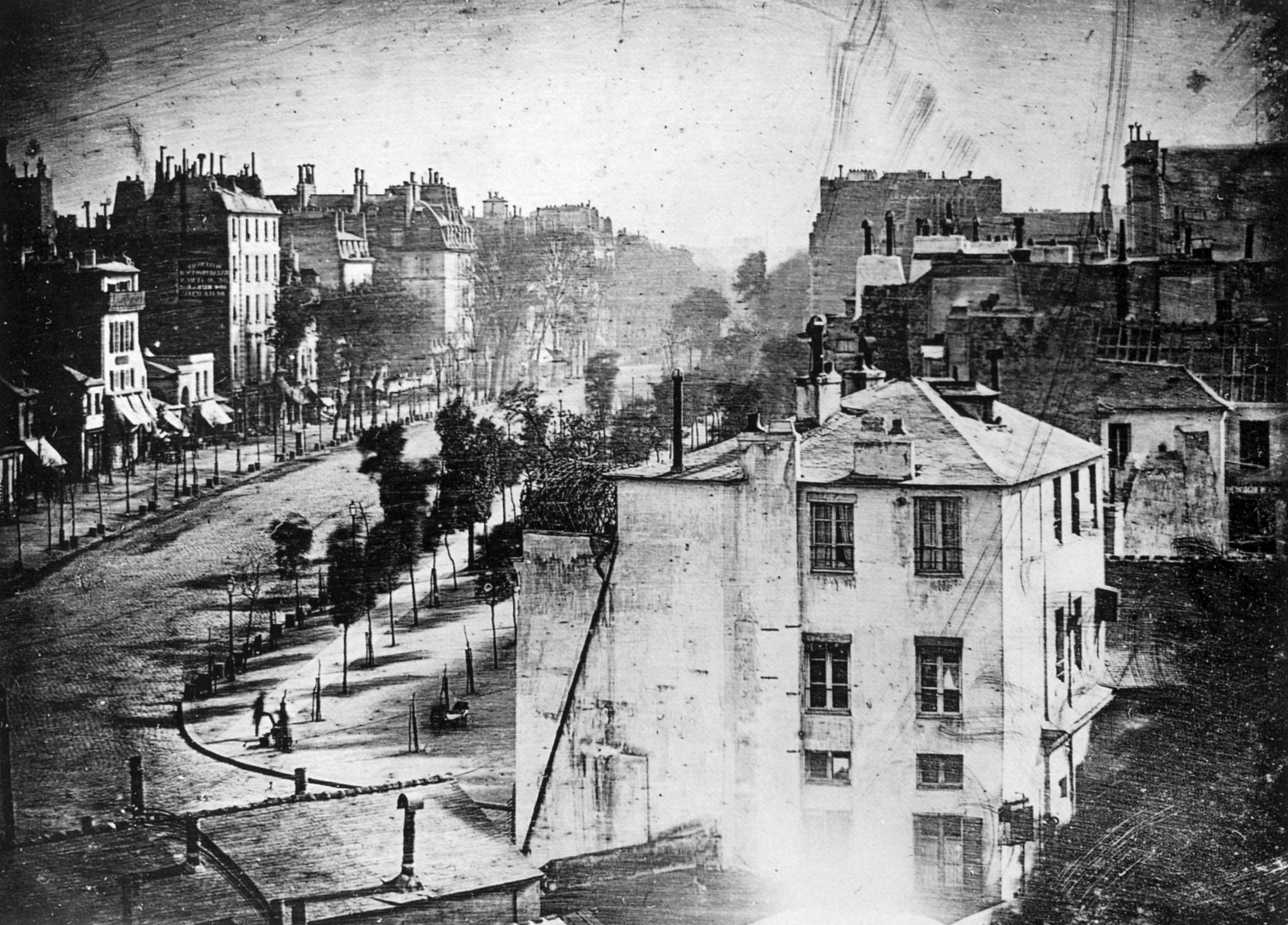
París, Boulevard du Temple, a l'abril o maig de 1838, per Daguerre.

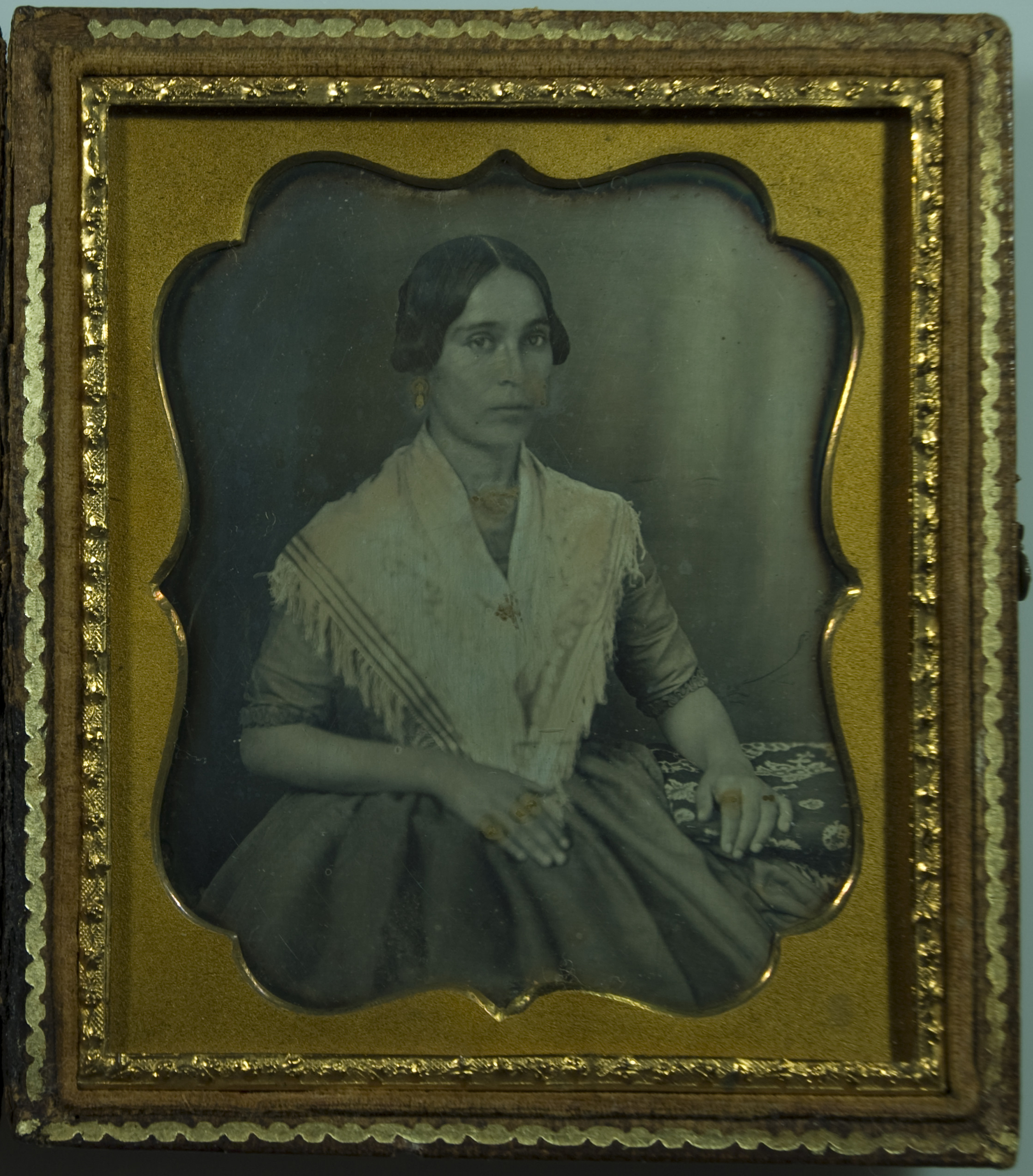
Retrat al daguerreotip de Lucrecia Guerrero Uribe. 1848. Autor: Fermín Isaza. Medellín, Colòmbia.

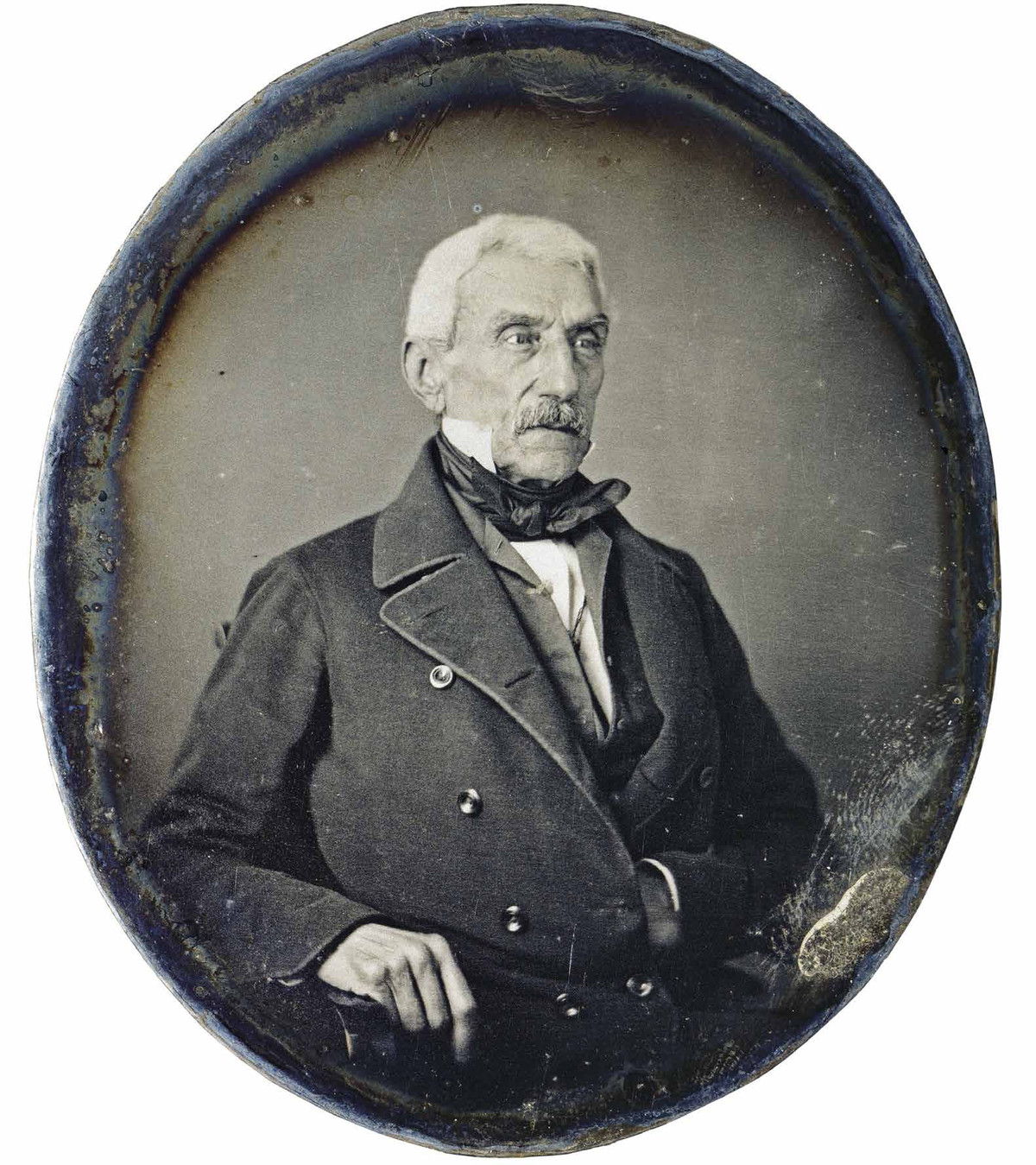
José de San Martín, en un retrat al daguerreotip de 1848, Museu Històric Nacional de l'Argentina.

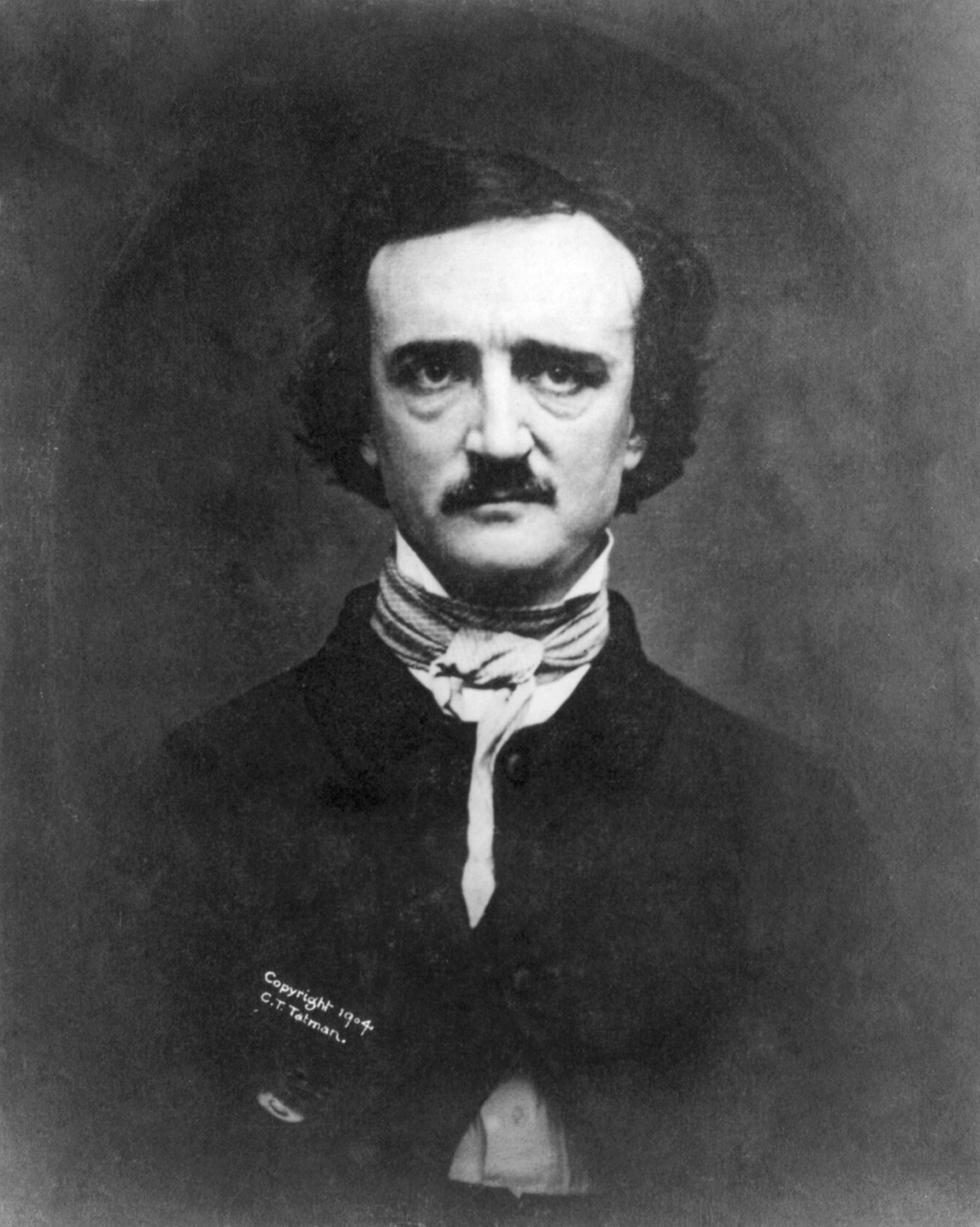
Edgar Allan Poe, en un retrat al daguerreotip de 1848, reproduït el 1904..

El daguerreotip (del francès daguerréotype) va ser el primer procediment fotogràfic anunciat i difós comercialment de manera oficial l'any 1839 de capturar imatges amb una càmera. Va sorgir a partir de les experiències prèvies inèdites de Joseph-Nicéphore Niépce (1765-1833), tractant de perfeccionar l'invent de la litografia va conseguitr fixar químicament les imatges reflectides en el interior d'una cambra obscura. Niépce va aconseguir obtenir la seva primera fotografia d'un paisatge el 1826, empleant un exposició de vuit hores. Poc abans de morir es va associar amb el decorador Louis-Jacques Mandé Daguerre (1787-1852), l'home del qual prové el nom i va perfeccionar el mètode de Niepce a partir d'una tècnica amb una placa de coure, coberta amb una solució de plata, i així, va aconseguir reduir el temps d'exposició a mitja hora i va rebre la glòria de l'invent. La imatge es revelava amb vapors de mercuri, que donava una imatge detallada amb una superfície delicada que s'havia de protegir amb un vidre i segellar per evitar que s'ennegrís en entrar en contacte amb l'aire. El 1839, Daguerre completà el seu mètode, anomenat daguerrotip i va ser donat a conèixer a París, a l'Acadèmia de les Ciències francesa.

## L'estudi de retrats
Una gran quantitat d'estudis van obrir les portes a partir de 1840, però els daguerrotips eren bastant cars i només se'ls podien permetre les persones adinerades, principalment l'artistocràcia i la incipient burgesia. S'ha de tenir en compte la complexitat dels Daguerrotips tant tècnicament com econòmicament, ja que no va ser fins al 1891 que no es va començar a comercialitzar la pel·lícula fotogràfica gràcies a Kodak, popularitzant així la fotografia. El retrat era la utilització més popular, tot i que també es feien daguerrotips per a fins documentals, antiguitats, fenòmens naturals o esdeveniments. Tot i això, era el calotip el mitjà en què se solia dur a terme aquesta fotografia de paisatges naturals i urbans, d'arquitectura, de vegetació, etc.
Els estudis dels daguerrotips estaven normalment situats a dalt de tot d'un edifici, degut als sostres de vidre que deixaven entrar tota la llum natural possible. La persona retratada se situava en una plataforma elevada que podia girar buscant la llum del sol per la correcta il·luminació. S'utilitzaven artilugis mecànics per subjectar la persona retratada, ja que havia de posar durant llargs períodes. El cos sí que podia mantenir-se immòbil, però era inevitable cert moviment en els ulls, per això s'havia de pintar posteriorment sobre la imatge presa.

### Procés[5]
Primer, un assistent netejava la placa de plata fins que la superfície reflectia molt bé la llum. Aquesta, després es portava en una sala fosca i era tractada amb productes químics com el clorur de iode o de brom. La placa amb la coberta de plata cap avall era exposada a vapors de iode dins d'una caixa hermètica on un got contenia la substància, prenent la superfície un color daurat o groc, indici que quedava sensibilitzava a la llum, raó per la qual es mantenia protegida de qualsevol il·luminació fins que era col·locada en una càmera fotogràfica.
A continuació es col·locava la placa tractada dins la càmera i quan la persona estava preparada, es retirava la coberta per tal que la placa fos impressionable, aleshores el temps d'exposició s'havia de controlar.
Un cop passat el temps necessari, la placa de plata exposada es portava a la sala fosca on es revelava la imatge mitjançant els vapors del mercuri escalfat. Els vapors s'adherien a les zones exposades formant una amalgama blanca de mercuri i plata, les zones no exposades a les que romania el iodur de plata, no reaccionaven amb el mercuri. Aleshores aquesta es fixava banyant-la amb tiosulfat de sodi i a continuació es netejava amb aigua destil·lada i s'assecava.
També, existien tècniques com l'entonat, que millorava el contrast i la qualitat de la imatge a la vegada que prevenia la corrosió. L'entonat és una invenció del francès Hippolyte-Louis Fizeao. Després de banyar la placa a hiposulfit, l'escalfava col·locant-la horitzontalment sobre una feble flama, llavors li deixava caure a sobre una solució de clorur d'or, amb el que se li donava més intensitat a les parts de llum de la imatge, fent que la superfície fos menys fràgil.
Pel que fa als acabats, també són freqüents els daguerreotips que presenten color en algunes zones, tot i que la majoria solen ser monocromàtics (blanc i negre). Aquests van ser acolorits a mà utilitzant una barreja de pigments i goma aràbiga que era posada sobre la imatge revelada. Ara bé, quan un daguerreotip queda sobreexposat, és a dir, rep més llum de l'adequada, les altes llums tendeixen a un color blau cobalt molt intens a causa d'un fenomen químic. Al segle xix es considerava un error, i qui fes això, era un daguerrotipista de poca qualitat.
Finalment el retrat-daguerrotip es cobria amb una placa de vidre per protegir-la i es podia muntar en un marc de decoració i es presentava al client. Cal dir, que al principi aquests retrats eren molt petits i per apreciar els detalls s'havien de mirar amb una lupa.

## Funcionament
Els daguerreotips es distingeixen d'altres procediments fotogràfics perquè la imatge es forma sobre una placa de coure platejat. És a dir, només és un daguerreotip si el suport és d'aquest tipus.
La imatge revelada està formada per partícules microscòpiques d'aliatge de mercuri i plata, ja que el revelat amb vapors de mercuri produeix amalgames a la cara platejada de la placa. Prèviament aquesta mateixa placa era exposada a vapors de iode perquè fos fotosensible.
A la fi de l'any 1840 s'havien aconseguit tres progressos tècnics en el daguerrotip. En primer lloc, es va aconseguir una lent fins a 22 vegades més brillant. A més, es va augmentar la sensibilitat de les plaques davant la llum en ser recobertes per substàncies halògenes (acceleradors o substàncies ràpides), amb la qual cosa el temps d'exposició es va reduir. Finalment, les plaques es van daurar per a enriquir els tons.
Els daguerreotips es distingeixen d'altres procediments perquè la imatge es forma sobre una superfície de plata polida com un mirall. Per economitzar, normalment les plaques eren de coure platejat, ja que només era necessari disposar d'una cara platejada.

## Inconvenients
- Al principi dels temps d'exposició eren molt llargs. Per exemple, 10 minuts amb llum brillant, per això el 1839 només es prenien vistes exteriors. Però aquests temps es van reduir progressivament mitjançant l'ús de lents Petzval i d'«acceleradors químics».[9] A partir de 1841 els retrats van poder realitzar-se en menys d'un minut.
- Són peces úniques. No permeten tirar còpies en no existir un negatiu apropiat. En realitat, un daguerreotip és alhora negatiu i positiu, podent veure d'una o altra forma segons els angles d'observació i d'incidència de la llum que rep. Però un daguerreotip es pot reproduir, com qualsevol altre objecte, fotografiant-lo de nou.
- Els vapors de mercuri, del revelat, són molt perjudicials per a la salut.
- Les imatges resultants són fràgils. No s'han de tocar fora del seu estoig o caixa de protecció, perquè es fan malbé irreversiblement. S'han de conservar sense obrir els estoigs.
- Generalment, la imatge original està invertida lateralment, com en un mirall. En el cas de les vistes, és molt important tenir en compte que una imatge invertida pot produir errors en la identificació del lloc exacte de la presa. Vegeu la imatge adjunta de Barcelona el 1848, amb una vista de la Muralla del Mar i una aparent Casa Xifré, que en realitat és la veïna Casa Vidal Quadras (cantonada  "Passeig d'Isabel II " i " Pas de Sota Muralla "), des del Passeig de Colom. Ambdues cases tenen façanes similars, amb porxos, al Passeig d'Isabel II.

## Història
Niépce i Daguerre van formar una associació el 14 de desembre de 1829, després de la signatura del contracte dos homes ja no es van tornar a veure, però es va mantenir el contacte per algun temps.
Daguerre mancava de la formació científica de Nicéphore Niépce, qui havia aconseguit fixar imatges per efecte de la llum en un material fotosensible, de fet aquest només va modificar una mica l'invent de Niépce perfeccionant l'ús de iodur de plata, l'acció del vapor de mercuri i la dissolució dels residus de iode amb una solució salina calenta, però com que Niépce mor el 1833, Daguerre negocia un acord amb Claude Niépce, fill del difunt, pel qual li atorgava la meitat dels diners al fill de Niépce, però li donava exclusivitat de la patent a Daguerre. Així, Daguerre s'encarrega de promocionar l'invent posteriorment i d'esborrar el crèdit del seu company. 
Entre els anys 1836 i 1838 Daguerre va realitzar nombrosos assajos previs a la divulgació. Per exemple, a l'abril o maig de 1838, va obtenir la coneguda vista titulada Boulevard du Temple, amb una exposició de prop de 10 minuts. Aquesta imatge és considerada la primera fotografia en la qual apareix la silueta d'una persona: un client d'un enllustrador, a l'angle inferior esquerre, ampliant la vista. Anteriorment Daguerre havia pres altres vistes de París i realitzat bodegons.
El juliol de 1839 el govern francès va comprar aquest procediment i a través de l'Académie des Sciences el va difondre perquè tothom pogués usar-lo lliurement i sense patents. Molts diaris van publicar la notícia i el mètode a seguir en tots els continents. Es van realitzar demostracions públiques en diversos països, entre elles es poden assenyalar les realitzades aquest mateix any a Espanya i Els Estats Units o l'any següent en Mèxic, Brasil i Uruguai. Les primeres cambres comercials fabricades seguint les recomanacions de Daguerre van ser la fabricada pel seu cunyat Alphonse Giroux i la dels germans Susse.
Els daguerreotips van ser coetanis amb altres procediments fotogràfics, com el calotip del britànic Fox Talbot que es va difondre menys per tenir una patent. Però a partir de 1855 es va imposar el procediment del negatiu de vidre al col·lodió humit i la còpia en paper a l'albúmina.
La passió pel daguerrotip es va estendre per Europa i els seus cultivadors l'utilitzaven per reproduir monuments i paisatges, seguint els consells del seu inventor. Naturalment, també va haver-hi homes que immediatament van compendre la importància de l'invent, com per exemple Arago y Gay Lussac, que no va ocultar la seva fascinació davant la "matemàtica exactitud" i "imaginable presició" dels detalls reproduïts per la càmera; Charles Robert Darwin va renunciar als seus dibuixos i va preferir la fotografia per il·lustrar La expresión de las emociones en el hombre y los animales (1872); Eugène Delacroix va comparar l'invent amb un "diccionari" de la Naturalesa i va aconsellar als pintors que el consultessin assíduament; William Randolph Hearst, magnat de la premsa americana, va començar a il·lustrar amb fotografies els articles del Examiner.
El daguerrotip va comportar una gran competència als pintors i miniaturistes, ja que els dibuixos i gravats no podien competir amb el realisme de la fotografia. La situació es va agreujar fins a tal punt que algunes agrupacions artístiques franceses arribaren a demanar al Govern la prohibició del daguerreotip perquè el consideraven una seriosa amenaça i una competència deslleial.

## Daguerreotip a Espanya

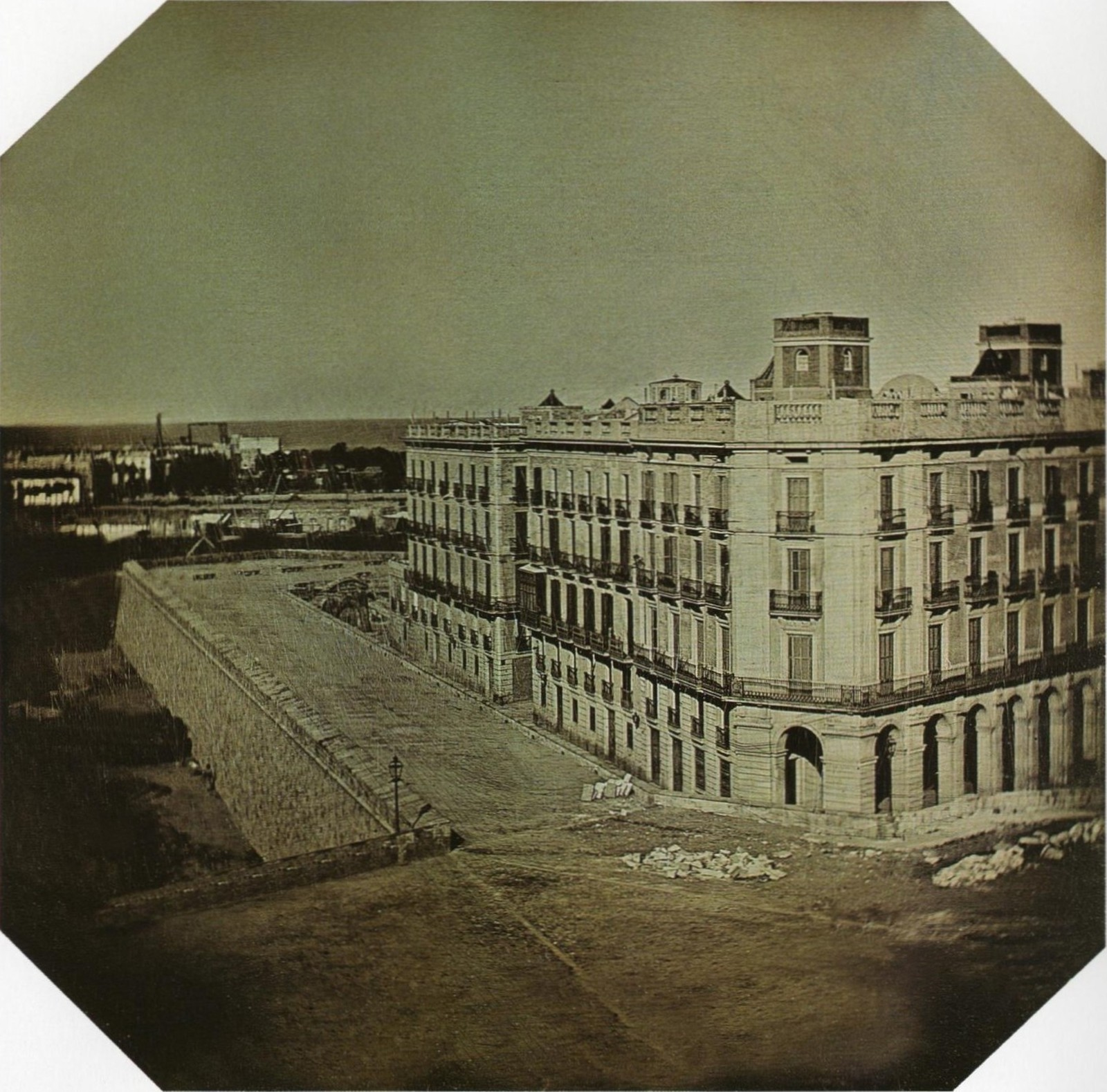
Barcelona el 1848. Vista al daguerreotip, amb la Muralla del Mar i la Casa Vidal Quadras. La imatge està invertida lateralment.

A Espanya es van realitzar daguerreotips entre 1839 i 1860 com a màxim, mentre que en altres països com els Estats Units es va estar utilitzant durant un major període. Actualment, el daguerrotip original més antic que es conserva a Espanya va ser realitzat per un aficionat el setembre de 1848, probablement com un homenatge al daguerrotip d'Alabern (explicat posteriorment). Intenta, per tant, reproduir aquesta primera imatge, des d'un punt de vista lleugerament picat, en el qual veiem la casa Xifré des del costat oposat. Pertany a una col·lecció particular i el podem trobar al Museu d'Art Modern de Tarragona. No obstant això, es conserva un daguerrotip encara més antic de l'any 1840, de les vistes dels terrats de Cadis, que es custodia en el Museu Paul Getty de Los Angeles (Califòrnia).
Barcelona va ser una de les ciutats que s'incorporaren gairebé instantàniament al nou procediment. El Dr. Felip Monlau, metge barceloní, assabentat de l'invent que havia creat Daguerre, proposà a la Reial Acadèmia de Ciències Naturals i Arts de Barcelona que comprés un daguerreotip i amb la col·laboració del gravador Ramon Alabern i Casas van realitzar, el 10 de novembre de 1839, la que s'ha considerat primera demostració pública del daguerreotip a la península Ibèrica. Ramon Alabern i Casas, obtingué des d'un terrat del pla de palau la primera imatge fotogràfica de Barcelona, l'edifici de la Llotja. L'acte va ser acompanyat per una banda de música militar i el començament i final de l'exposició necessària per impressionar la placa, que va durar 22 minuts, es va anunciar amb trets de fusell. El diari "El Constitucional" del dia 8, va anunciar l'acte i entre altres coses deia:
“Si el tiempo lo permite, se sacará una vista de la Lonja y de la manzana de la casa Xifré, por lo que se previene a los vecinos de estos edificios que se retiren de sus balcones y ventanas durante los pocos minutos de la exposición… si algun espectador se desentiende de este ruego, quedará su indocilidad indeleblemente marcada en la plancha.”
La placa es va sortejar entre el públic que va haver de comprar els bitllets de la rifa. El número premiat va ser el 56. El dia 14 de novembre es va verificar aquest resultat en els locals de l'Acadèmia, on es va exposar durant uns dies el daguerreotip. Finalment se li va lliurar al ciutadà agraciat i des de llavors es desconeix el parador d'aquell primer daguerreotip. Contràriament, la càmera utilitzada es conserva actualment a l'Observatori Fabra de Barcelona; és una Giroux que porta una placa amb la signatura del propi Daguerre.
Pocs dies després es va realitzar una altra demostració a Madrid., per ser precisos el 18 de novembre a les 15:00 hores, a mans de metges i farmacèutics d'origen català. Entre ells hi havia Joan M. Pou, Joaquín Hysern, Josep Camps i Mariano de la Pau Graells (de Logronyo). Tot i això, l'experiència de Madrid va ser totalment independent de la presa de Barcelona, ja que aquests no van conèixer de l'experiència catalana fins al dia 20 de novembre, en què va ser recollida per la premsa madrilenya. Així doncs, la imatge va ser la clàssica vista del Palau Reial des de l'altra riba del riu Manzanares. Com va passar a Barcelona, el daguerreotip va ser exposat al públic en l'anomenada Llotja dels Alemanys del carrer Montera, encara que en aquest cas no va ser sortejat. Malauradament, aquest daguerreotip es va destruir accidentalment el 1978, a la Facultat de Farmàcia de Madrid.
Existeixen evidències que a l'octubre de 1839 ja va passar un daguerrotipista per Lisboa, Funchal i Santa Cruz de Tenerife. Aquest primer daguerrotipista era l'abat francès Louis Compte, que viatjava a bord de la fragata mercant Oriental, que es trobava en viatge donant la volta al món, encara que el vaixell es va enfonsar en sortir de Valparaíso. Les demostracions de Compte a Rio de Janeiro i Montevideo el 1840 són una referència en la història del daguerreotip a Amèrica del Sud.
A Espanya es conserven molt poques vistes d'exteriors fetes amb daguerreotip. Es coneixen dues vistes de Maó; 08:00 vistes de les obres de la carretera de Madrid a València, amb presos treballant encadenats, una vista de Barcelona, una vista de Cadis, una vista de la catedral de Màlaga, una vista del pati dels lleons de l'Alhambra de Granada (Andalusia), una vista presa des de La Giralda de Sevilla, una vista del Monestir de l'Escorial i dues més de Madrid. En canvi, els retrats al daguerreotip són més nombrosos.